# Stenloken (Hede socken, Härjedalen)
Stenloken är en sjö i Härjedalens kommun i Härjedalen och ingår i Ljusnans huvudavrinningsområde.